# (1737) Severny
(1737) Severny  ist ein Asteroid des äußeren Hauptgürtels, der am 13. Oktober 1966 von der russischen Astronomin Ljudmila Iwanowna Tschernych am Krim-Observatorium in Nautschnyj bei einer Helligkeit von 16,0 mag entdeckt wurde. Nachträglich konnte der Asteroid bereits auf Aufnahmen gefunden werden, die am 6. Februar 1942 am Iso-Heikkilä-Observatorium der Universität Turku in Finnland sowie in den Jahren 1944, 1950, 1951 und 1963 an verschiedenen Observatorien in Südafrika, Deutschland, Belgien und den Vereinigten Staaten gemacht worden waren.
Der Asteroid wurde von der Entdeckerin zu Ehren von Andrei Borissowitsch Sewerny (1913–1987) benannt, dem Direktor des Astrophysikalischen Observatoriums der Krim.
Aufgrund seiner Bahneigenschaften wird (1737) Severny zur Eos-Familie gezählt.

## Wissenschaftliche Auswertung
Eine Auswertung von Beobachtungen durch das Projekt NEOWISE im nahen Infrarot führte 2011 zu vorläufigen Werten für den Durchmesser und die Albedo im sichtbaren Bereich von 22,8 km bzw. 0,14. Nach neuen Messungen mit NEOWISE wurden die Werte 2014 auf 21,3 km bzw. 0,17 geändert.
Nach einer ersten photometrischen Beobachtung von (1737) Severny im März 2005 ergab eine Durchmusterung im Rahmen der Palomar Transient Factory (PTF) am Palomar-Observatorium in Kalifornien ab 2009 in einer Untersuchung von 2015 eine Rotationsperiode des Asteroiden von 9,2481 h. Aus thermischen Infrarot-Daten wurde außerdem ein Durchmesser von 21,4 ± 0,2 km abgeleitet. Vom 12. bis 25. Juli 2017 wurde der Asteroid am Oakley Southern Sky Observatory in Australien erneut photometrisch beobachtet. Aus der Lichtkurve konnte eine Rotationsperiode von 9,223 h abgeleitet werden.
Am 12. Oktober 1969 gab es eine nahe Begegnung zwischen den Asteroiden (1737) Severny und (165) Loreley bis auf etwa 5,68 Mio. km (0,038 AE) Abstand bei einer geringen Relativgeschwindigkeit von 2,2 km/s. Es wurde vorgeschlagen, zur genaueren Bestimmung der Masse der größeren (165) Loreley astrometrische Messungen dieses Ereignisses auszuwerten.

## Asteroidenpaar
(1737) Severny bildet mit dem Asteroiden (227) Philosophia ein quasi-complanares Asteroidenpaar. Sie besitzen sehr ähnliche Bahnelemente, d. h. ihre Bahnformen sind fast gleich und sie bewegen sich nahezu in der gleichen Bahnebene, allerdings sind ihre Apsidenlinien gegeneinander verdreht. (227) Philosophia besitzt eine etwas größere Umlaufzeit um die Sonne als (1737) Severny, so dass sie von diesem etwa alle 84 Jahre überholt wird. Für einen Zeitraum von einigen Jahren führen die beiden Asteroiden dann als Quasisatelliten eine Pendelbewegung umeinander aus, allerdings ohne gravitativ aneinander gebunden zu sein, bevor sie sich wieder voneinander entfernen. In den 1000 Jahren um die derzeitige Epoche herum kommen sich die beiden Körper aber nie näher als bis auf etwa 7,75 Mio. km.